# Miguel Calmon du Pin e Almeida
Miguel Calmon du Pin e Almeida, vizconde con grandeza y marqués de Abrantes (Santo Amaro da Purificação, 23 de octubre de 1796-Río de Janeiro, 13 de septiembre de 1865), fue un noble, político y diplomático brasileño.

## Biografía
Nacido en Santo Amaro a finales del XVIII, presidió el consejo interino del gobierno de Bahía en 1823. Publicó obras destacadas de historia, diplomacia y agricultura. Falleció en Río de Janeiro en 1865.